# Маргарита Хранова
Маргарита Николова Хранова-Бойчева, известна като Маргарита Хранова, е българска поп певица.

## Биография
Родена е на 20 декември 1951 г. в град Сливен, но израства и живее в София. Баща ѝ, Никола Хранов, до 1944 г. е царски офицер, разпределен като майор в Сливенския гарнизон. Само две години певицата живее в родния си град, защото през 1953 г. местят баща ѝ в Шумен, а малко по-късно го съкращават. Майката на певицата се казва Лидия Хранова. Дъщеря им Маргарита е във втори клас, когато я водят на прослушване за хор „Бодра смяна“, но не я приемат. В гимназията кандидатства за естрадна група на ансамбъл „Маяковски“. Помощ за музикалното ѝ израстване оказва ръководителят на ансамбъла Емил Георгиев. Благодарение на Вера Христова – поп певица по онова време, Маргарита се учи да свири на пиано. Именно тя е причината Маргарита Хранова да влезе в Консерваторията. Завършва Естрадния отдел на Българската държавна консерватория в класа на Ирина Чмихова.
Първия официално регистриран студиен запис в Първо студио на БНР певицата прави през 1969 г. Записът е на прочутата песен „When a man loves a woman“ от репертоара на Пърси Слейдж (българският текст е на Димитър Керелезов със заглавие на българския вариант на песента „Ако ти си отиваш“, аранжимент: Николай Куюмджиев).
Постъпва в трио „Обектив“. Започва като солистка в състава на вокалното трио, създадено през 1971 г.
През 1972 г. започва самостоятелната ѝ кариера, белязана от редица престижни награди на български и международни конкурси. През 1977 г. Българската национална телевизия ѝ прави тв рецитал –„С име на цвете“.
През 1997 г. издава компилацията „Златни хитове“. Следват два албума, озаглавени „С любов“, но в различни години (1995 и 1998), след това в края на 1999 г. издава дуетния си албум „Марги и приятели“, включващ дуетни песни с Емил Димитров, Орлин Горанов, Борис Гуджунов, Боян Иванов, Михаил Йончев, Асен Гаргов, група „Карамел“, Стефан Данаилов, Искра Радева, Етиен Леви, Деян Неделчев, Лъки, Лъчезар Тенев, Емил Коларов, Николай Калчев и Досьо Досев (албумът е издаден от „Поли саунд“).
Маргарита Хранова има съвместен албум с Искра Радева и Иван Балсамаджиев – „Съдбата ни е песен“.
През 2006 г. заедно с Христо Кидиков участва в мюзикъла на композитора Найден Андреев „С цвят на изтрито червило“. През 2008 г. записва албума „Обич моя“, съдържащ само песни по музика на Валентин Пензов. През същата година се издава и копилацията ѝ от два компактдиска, озаглавена „Златна колекция“. През 2010 г. записва редица дуетни песни с Теди Генев в албума му „Мое цвете“.
От средата на 2011 г. Маргарита Хранова е солист в състава на Представителния ансамбъл на Въоръжените сили на Република България към Националната гвардейска част. През същата година Маргарита Хранова отбелязва 40-годишна певческа кариера, като записва албума „Устрем“, съдържащ предимно нови песни, но и най-големите хитове на певицата.
През 2012 г. певицата отбелязва 40 години творческа дейност с голям концерт в зала 1 на НДК. Концертът носи емблематичното име „Устрем – 40 години на сцена“. През 2013 г. записва първия си коледен албум, озаглавен „Тиха нощ, свята нощ“. През 2014 г. е отличена с почетния знак „Златен век“ – печат на Симеон Велики от тогавашния министър на културата Петър Стоянович. През 2015 г. записва албума „Докога, Маргарито?“.
През годините е записала много дуети, последните от които с Теди Генев – „Направи за мене нещо“, и с Христо Кидиков – песните „Аз и ти край морето“ и „Различен свят“, която печели първа награда на музикалния фестивал „София 2016“.
През 2017 г. записва албум с авторски песни на Милен Македонски, озаглавен „Копнеж“. По същото време участва в риалити предаванията Vip Brother, където завършва на 2-ро място, и Като две капки вода за Нова телевизия.
През 2017 г. започва концертно турне „Обичам българската музика“ заедно със своя колега Орлин Горанов, под съпровода на Плевенска филхармония и Държавна опера – Бургас. Идеята и сценария е на Юлия Манукян, както и Левон Манукян (диригент), Даниел Желев (ударни) и Иво Дуков (пиано). Реализират над 50 концерта в цялата страна. Аранжиментите и оркестрациите са на Георги Милтиядов (пиано).
През 2021 г. стартира национално турне с пианиста, аранжор и композитор Георги Милтиядов, под съпровода на струнен ансамбъл към Симфониета – Враца. Концертът под надслов „Маестрото и Маргарита Хранова“ е представен в градовете Враца, Плевен, Ловеч, Габрово, Бургас, Пловдив, Бяла Слатина, Мизия, Елин Пелин, Лом, Монтана, Козлодуй и др.
Удостоена е с приза на фестивала „Златният Орфей“ за цялостен принос.
За Маргарита Хранова са писали композиторите:
Найден Андреев, Зорница Попова, Петър Ступел, Асен Гаргов, Иван Пеев, Атанас Косев,
Александър Йосифов, Александър Бръзицов, Мария Ганева, Борис Чакъров, Вили Казасян, Георги Милтиядов и др.

## Политическа дейност
Маргарита Хранова е активен член на Партията на българските жени (ПБЖ), която е коалиционен партньор на НДСВ, и е председател на комисията по култура в ПБЖ. Ръководството на НДСВ решава на 6 април 2007 г. да я включи на 5-о място в листата си за избори за членове на Европейския парламент през 2007 г.

## Дискография

### Малки плочи
- 1972 – „Маргарита Хранова“
(ЕP, Балкантон – ВТМ 6576)
- 1972 – „Маргарита Хранова“
(ЕP, Балкантон – ВТМ 6521)
- 1972 – „Маргарита Хранова“
(SP, Балкантон – ВТК 3004)
- 1975 – „На мъртвите герои“
(SP, Балкантон – ВТК 3231)
- 1977 – „Маргарита Хранова“
(SP, Балкантон – ВТК 3329)
- 1984 – „Маргарита Хранова“
(SP, Балкантон – ВТК 3852)
- 1987 – „Песни за Несебър“
(SP, Балкантон – ВТК 3900)

### Студийни албуми
- 1975 – „Маргарита Хранова“
(LP, Балкантон – ВТА 1797)
- 1977 – „Маргарита Хранова“
(LP, Балкантон – ВТА 2060)
- 1979 – „Маргарита Хранова“
(LP, Балкантон – ВТА 10360)
- 1981 – „Маргарита Хранова“
(LP, Балкантон – ВТА 10733)
- 1983 – „Маргарита Хранова 5“
(LP, Балкантон – ВТА 11199)
- 1984 – „Аеробик“
(LP, Балкантон – ВТА 11381)
- 1985 – „Маргарита Хранова“
(LP, Балкантон – ВТА 11699)
- 1987 – „Маргарита Хранова“
(LP, Балкантон – ВТА 12045)
- 1989 – „Маргарита Хранова“
(LP, Балкантон – ВТА 12563)
- 1990 – „Молба към света“
(LP, Балкантон – ВТА 12523)
- 1995 – „С любов“
(MC, King's Records – KRI0003)
- 1998 – „С любов“
(CD, Poly Suond – PS 981752 004-1)
- 1999 – „Марги и приятели“, дуетен албум
(CD, Poly Suond – PS 996318 147-1)
- 2001 – „Съдбата ни е песен“, съвместен албум с Искра Радева и Иван Балсамаджиев
(CD, Искра Радева)
- 2006 – „Цвят на изтрито червило“
(CD, Найден Андреев)
- 2007 – „Недей да хленчиш“, дуетен албум с Искра Радева
(CD, Гергана Сотирова)
- 2011 – „Устрем“
(CD, BG Music Company)
- 2013 – „Тиха нощ, свята нощ“, коледен албум
(CD, BG Music Company)
- 2015 – „Докога, Маргарито?“
(CD, BG Music Company)
- 2022 – „Мелодия за двама“, песни по музика на Иван Кръстев
(CD, Вирджиния Рекърдс)

### Компилации
- 1997 – „Устрем. Златни хитове 1“
(MC и CD, Балкантон, MC: ВТМС 7801; CD: 070290)
- 1997 – „Устрем. Златни хитове 2“
(MC, Балкантон – ВТМС 7802)
- 2008 – „Златна колекция“
(2 CD, Poly Suond)
- 2008 – „Обич моя“, песни по музика на Валентин Пензов
(CD, Орфей мюзик)
- 2017 – „Копнеж“, песни по музика на Милен Македонски
(CD, Маргарита Хранова и Милен Македонски)
- 2018 – „45 години на сцена – златни хитове“
(2 CD, BG Music Company)

## Хитове
- „Устрем“
- „Далечна песен“
- „В безкрая на нощта“
- „Албена“
- „Вечнозелени дървета“
- „Лазарки“
- „Мамо“
- „Юлско утро“
- „На мъртвите герои“
- „Старото писмо“
- „Песен за моя син“
- „Фантазия“
- „Се ла ви“
- „Когато се завърнеш в София“
- „Моя любов“
- „С любов“
- „Песен за моя син“
- „Младост“
- „Опиянение“
- „Копнеж“
- „В моя ден, в моята нощ“
- „Дневник“
- „Звездна фантазия“
- „Кактус“
- „Безсъница“
- „Ден втори“
- „Кръстопът“
- „Ухание в мрака“ („Дианджело“)
- „Моето мъжко момиче“ – дует със Стефан Данаилов
- „Завръщане“ – дует с Борис Гуджунов
- „Любовен танц“ – дует с Теди Генев
- „Самота“ – дует с Лорадо
- „Оставаме“ – дует с Вили Кавалджиев (песен от филма „Оркестър без име“)
- „Небесни ноти“ – с Христо Кидиков, Васил Петров, Силвия Тенева и Цветан Цветанов – в памет на Вили Казасян

## Награди и отличия
- 1972 – Втора награда от Международния конкурс на фестивала „Златният Орфей“
- 1972 – Награда на публиката и специална награда на журито от фестивала в Александрия, Ерипет
- 1973 – Трета награда от фестивала „Братиславска лира“
- 1973, 1975, 1985 – Най-добър изпълнител от конкурса „Мелодия на годината“
- 1974 – Трета награда за изпълнение на немска песен от фестивала в Дрезден, ГДР
- 1975 – Специална награда на журито от фестивала в Палма де Майорка
- 1978 – Втора награда от фестивала в Дрезден, ГДР
- 1979 – Първа награда от фестивала в Сопот, Полша
- 1982 – Трета награда от Международния конкурс на фестивала „Златният Орфей“ и две специални награди от него
- 1986 – Голямата награда за песента „Дори и на сън“ и Първа награда от фестивала „Златният Орфей“ за същата песен
- 1996 – Първа награда с Асен Гаргов от фестивала „Златният Орфей“
- 1997 – Първа награда с Искра Радева от фестивала „Златният Орфей“
- 1997 – Голямата награда за цялостно творчество от фестивала „Златният Орфей“
- 1998 – Голямата награда за песента „Кажи ми докога“ от фестивала „Златният Орфей“
- 2009 – Почетна награда на БГ Радио „БГ Вдъхновител“
- 2015 – Втора награда от конкурса „Златен кестен“
- 2016 – Първа награда от конкурса „София 2016“ заедно с Христо Кидиков за песента „Различен свят“
- 2018 – Първа награда от конкурса „София 2018“